# Меморіальний парк Веллі-Оакс
Меморіальний парк Веллі-Оакс (англ. Valley Oaks Memorial Park) — це кладовище, морг і крематорій, розташовані за адресою 5600 Lindero Canyon Road, у Вестлейк-Вілледж, Каліфорнія, США.

## Визначні особи
- Рафаель Кампос (1936—1985), актор
- Карен Карпентер (1950—1983), співачка
- Біллі Консоло (1934—2008), гравець в бейсбол
- Гойт Куртін (1922—2000), композитор
- Чезаре Данова (1926—1992), актор
- Мертон Девіс (1917—2001), астроном
- Едді Дін (1907—1999), співак
- Жан Де Бріак (1891—1970), актор
- Дон Діллавей (1903—1982), актор
- Жозефін Данн (1906—1983), акторка
- Боб Флоренс (1932—2008), музикант
- Стів Форрест (1925—2013), актор[1]
- Даян Фостер (1928—2019), акторка
- Рональд Голдман (1968—1994), жертва вбивства
- Жоель Гіршгорн (1937—2005), автор пісень
- Патриція Гічкок (1928—2021), акторка та продюсерка
- Рут Хассі (1911—2005), акторка
- Ґрегем Джарвіс (1930—2003), актор
- Джек Кірбі (1917—1994), художник коміксів[2]
- Морт Ліндсі (1923—2012), музикант
- Едвард Л. Масрі (1932—2005), юрист
- Вірджінія Майо (1920—2005), акторка
- Стю Нейган (1926—2007), спортивний диктор
- Гаррі Нілссон (1941—1994), співак
- Джордж О'Генлон (1912—1989), актор
- Майкл О'Ші (1906—1973), актор
- Марті Пеіч (1925—1995), музикант
- Вільям Едвард Фіппс (1922—2018), актор[3]
- Кліт Робертс (191—1984), диктор новин
- Джеррі Скоґґінс (1911—2004), співак
- Ернест Северн (1933—1987), актор
- Вільям Северн (1938—1983), актор та євангеліст
- Арті Шоу (1910—2004), музикант
- Крістофф Сент-Джон (1966—2019), актор[4]
- Вік Танні (1912—1985), поборник фітнесу
- Вігуен (1929—2003), іранський співак та актор
- Пітер Вітні (1916—1972), актор
- Террі Вілсон (1923—1999), актор та каскадер
- Шахрам Кашані (1974—2021), іранський поп-співак